# Nilus
Genre
Synonymes
- Titurius Simon, 1884 nec Pascoe, 1875
- Thalassius Simon, 1885
- Dolopoeus Thorell, 1891

Nilus est un genre d'araignées aranéomorphes de la famille des Pisauridae.

## Distribution
Les espèces de ce genre se rencontrent en Afrique et en Asie.

## Liste des espèces
Selon World Spider Catalog (version 23.5, 12/09/2022) :
- Nilus albocinctus (Doleschall, 1859)
- Nilus curtus O. Pickard-Cambridge, 1876
- Nilus decorata (Patel & Reddy, 1990)
- Nilus esimoni (Sierwald, 1984)
- Nilus jayakari (F. O. Pickard-Cambridge, 1898)
- Nilus kolosvaryi (Caporiacco, 1947)
- Nilus leoninus (Strand, 1916)
- Nilus majungensis (Strand, 1907)
- Nilus margaritatus (Pocock, 1898)
- Nilus massajae (Pavesi, 1883)
- Nilus paralbocinctus (Zhang, Zhu & Song, 2004)
- Nilus phipsoni (F. O. Pickard-Cambridge, 1898)
- Nilus pictus (Simon, 1898)
- Nilus pseudoalbocinctus (Sen, Saha & Raychaudhuri, 2010)
- Nilus pseudojuvenilis (Sierwald, 1987)
- Nilus radiatolineatus (Strand, 1906)
- Nilus rossi (Pocock, 1902)
- Nilus rubromaculatus (Thorell, 1899)

## Systématique et taxinomie
Ce genre a été décrit par O. Pickard-Cambridge en 1876 dans les Lycosidae. Son appartenance aux Pisauridae a été remise en cause par Polotow, Carmichael et Griswold en 2015.
Titurius Simon, 1884, préoccupé par Titurius Pascoe, 1875, remplacé par Thalassius par Simon en 1885 et Dolopoeus ont été placés en synonymie par Jäger en 2011.

## Publication originale
- O. Pickard-Cambridge, 1876 : « Catalogue of a collection of spiders made in Egypt, with descriptions of new species and characters of a new genus. » Proceedings of the Zoological Society of London, vol. 1876, p. 541-630 (texte intégral).